# Шансене (Сена и Марна)
Шансене (фр. Champcenest) је насељено место у Француској у региону Париски регион, у департману Сена и Марна.
По подацима из 2011. године у општини је живело 147 становника, а густина насељености је износила 11,8 становника/km².

## Демографија
| 1962. | 1968. | 1975. | 1982. | 1990. | 2011. |
| ----- | ----- | ----- | ----- | ----- | ----- |
| 204   | 172   | 117   | 156   | 114   | 147   |